# 第90屆國家評論協會獎
第90屆美國國家評論協會，表揚在2018年的最佳電影作品，頒獎日期為2018年11月27日。

## 十大佳片
- 《幸福綠皮書》
- 《西部老巴的故事》
- 《黑豹》
- 《你能原諒我嗎？》
- 《八年級生》
- 《牧師的最後誘惑（英语：First Reformed）》
- 《假若比爾街能說話》
- 《愛·滿人間》
- 《噤界》
- 《羅馬》
- 《星夢情深》

## 五大外語片
- 《沒有煙硝的愛情》
- 《燃燒烈愛》
- 《傾盡所有》
- 《厄夜追緝令》
- 《幸福的拉扎罗》
- 《小偷家族》

## 五大紀錄片
- 《鲁斯·巴德·金斯伯格》
- 《徒手攀岩》
- 《滑板少年》

## 十大獨立影片
- 《弊傢伙！史太林死咗》
- 《賽馬皮特》
- 《网络谜踪》
- 《你从未在此》

## 外部連結
- 官方网站